# Adam Tadeusz Kuncewicz
Adam Tadeusz Kuncewicz herbu Żnin – sędzia ziemski i ziemiański oszmiański w latach 1793–1794, horodniczy oszmiański w latach 1750–1793, komisarz Komisji Porządkowej Cywilno-Wojskowej województwa wileńskiego powiatu oszmiańskiego repartycji oszmiańskiej w Oszmianie w 1790 roku.